# Šentilj v Slovenskih goricah
Šentilj v Slovenskih goricah nebo též pouze Šentilj (německy Sankt Egidi im Windischbüheln) je sídlo ve Slovinsku v Podrávském regionu a správní středisko občiny Šentilj. Nachází se těsně u rakouských hranic, asi 15 km severovýchodně od Mariboru a asi 12 km jihovýchodně od rakouského Leibnitzu. V roce 2019 zde žilo 2 227 obyvatel.
V Šentilji se nachází křižovatka silnic 437 a 438, přímo územím Šentilje prochází dálnice A1, která jej rozděluje na dvě části, mezi kterými lze cestovat díky mostu na dálnici, který běžné cestování ve vesnici umožňuje. Šentilj v Slovenskih goricah je známý především díky hraničnímu přechodu na dálnici i na silnici, nazývaném Šentilj-Spielfeld.

## Sousední vesnice
| Růžice kompasu |          | Spielfeld (A)                | Ceršak          | Růžice kompasu |
| Růžice kompasu | Kresnica | Sever                        | Selnica ob Muri | Růžice kompasu |
| Růžice kompasu | Kresnica | Šentilj v Slovenskih goricah | Selnica ob Muri | Růžice kompasu |
| Růžice kompasu | Kresnica | Jih                          | Selnica ob Muri | Růžice kompasu |
| Růžice kompasu | Cirknica | Štrihovec, Polički Vrh       | Polička vas     | Růžice kompasu |